# Premier League Snooker
De Premier League Snooker, ook wel bekend onder de naam Bedfred premier League, was een toernooi dat van 1987 tot 2012 jaarlijks gehouden werd. Het was geen rankingtoernooi omdat niet alle 128 spelers op de tour uitgenodigd werden.
De Premier League werd meestal over een periode van ongeveer 10 weken gehouden tussen september en december. De wedstrijden werden in het Verenigd Koninkrijk rechtstreeks uitgezonden door Sky News. Ronnie O'Sullivan is recordhouder met 8 overwinningen en 5 op een rij.

## Wedstrijdschema
De wedstrijden in de poulefase gaan volgens best-of-6 waarbij alle frames gespeeld worden. Hierdoor is een gelijkspel mogelijk. Na de groepsfase gaan de beste vier spelers in de competitie door naar de halve finales (best-of-9) en mogelijk finale (best-of-13).
Het belangrijkste verschil met een 'gewone' snookerwedstrijd is de shot-klok. Elke speler heeft slechts 25 seconden om een bal te spelen. De klok start wanneer alle ballen op tafel tot stilstand zijn gekomen. De shot-klok wordt bediend door een speciale scheidsrechter, de 'timing offical'. Een straf van 5 punten wordt uitgedeeld voor overschrijding van de tijdslimiet. Elke speler mag 5× per wedstrijd een time-out aanvragen met een maximum van 3 per frame. Bij een time-out mag de speler alle tijd die hij wenst nemen.

## Geschiedenis
De eerste vier edities werden gewonnen door Steve Davis. Het toernooi is gedomineerd door drie spelers die in 'hun periode' de sport ook domineerden: Davis in de 80's - begin 90's, Hendry in de rest van de 90's en O'Sullivan sindsdien.

## Prijzengeld
De winnaar van de Premier League wint £50,000 en de runner-up krijgt £25,000. Halvefinalisten winnen £12,500. Tevens is er een prijs voor een century break: £1,000 per break en £1,000 per gewonnen frame. Er is een totale prijzenpot van £252,000.

## Winnaars
| Jaar    | Winnaar           | Nationaliteit |
| ------- | ----------------- | ------------- |
| 1987    | Steve Davis       | ENG           |
| 1988    | Steve Davis       | ENG           |
| 1989    | Steve Davis       | ENG           |
| 1990    | Steve Davis       | ENG           |
| 1991    | Stephen Hendry    | SCO           |
| 1992    | Stephen Hendry    | SCO           |
| 1993    | Jimmy White       | ENG           |
| 1994    | Stephen Hendry    | SCO           |
| 1995    | Stephen Hendry    | SCO           |
| 1996    | Ken Doherty       | IRL           |
| 1997    | Ronnie O'Sullivan | ENG           |
| 1998    | Ken Doherty       | IRL           |
| 1999    | John Higgins      | SCO           |
| 2000    | Stephen Hendry    | SCO           |
| 2001    | Ronnie O'Sullivan | ENG           |
| 2002    | Ronnie O'Sullivan | ENG           |
| 2003    | Marco Fu          | HKG           |
| 2004    | Stephen Hendry    | SCO           |
| 2005-I  | Ronnie O'Sullivan | ENG           |
| 2005-II | Ronnie O'Sullivan | ENG           |
| 2006    | Ronnie O'Sullivan | ENG           |
| 2007    | Ronnie O'Sullivan | ENG           |
| 2008    | Ronnie O'Sullivan | ENG           |
| 2009    | Shaun Murphy      | ENG           |
| 2010    | Ronnie O'Sullivan | ENG           |
| 2011    | Ronnie O'Sullivan | ENG           |
| 2012    | Stuart Bingham    | ENG           |